# Aeroportul Lightning Ridge
Aeroportul Lightning Ridge (IATA: LHG, ICAO: YLRD) este un aeroport din Lightning Ridge⁠(d), Noul Wales de Sud, Australia. A fost numit după Lightning Ridge⁠(d).
Situat la o altitudine de 161 m, aeroportul dispune de o singură pistă. Este operat de Walgett Shire⁠(d).